# Zoltán Sándor (unitárius lelkész)
Zoltán Sándor (Homoródalmás, 1888. március 14. – Budapest, 1979. június 24.) erdélyi magyar unitárius lelkész, egyházi író. Zoltán Aladár (1929) apja.

## Életútja
Középiskoláit a székelykeresztúri Unitárius Gimnáziumban kezdte, majd 1905-ben a kolozsvári Unitárius Főgimnáziumban folytatta, 1907-ben itt érettségizett. A kolozsvári Unitárius Papnevelő Intézetben 1911-ben szerzett lelkészi oklevelet. 1911–12-ben egyházi ösztöndíjjal a jénai, a lipcsei és a drezdai egyetemen filozófiát, lélektant és ókori történelmet hallgatott. Hazatérve 1912-től 1964-ig, nyugdíjazásáig Homoródszentmártonban volt lelkész. Az Unitárius Irodalmi Társaságnak megalakulása évétől tagja. 1937-ben újszövetségi szakcsoportból teológiai magántanári vizsgát tett.

## Munkássága
Írásait, tanulmányait a Keresztény Magvető, Unitárius Közlöny, Unitárius Egyház közölte.
A Keresztény Magvető által közölt jelentősebb tanulmányai: 
- Az isten szó ősjelentése (1937. 207);
- A „másvilág” és az Újszövetség (1938. 249);
- Az úrvacsora (1938. 59. 129);
- Dávid Ferenc hittani felfogása, Rövid Magyarázat c. műve alapján (1938. 2. 17).